# La Chapelle-devant-Bruyères
La Chapelle-devant-Bruyères ist eine französische Gemeinde mit 549 Einwohnern (1. Januar 2022) im Département Vosges in der Region Grand Est (bis 2015 Lothringen). Sie gehört zum Arrondissement Saint-Dié-des-Vosges und zum Gemeindeverband Saint-Dié-des-Vosges.

## Geografie
Die Gemeinde La Chapelle-devant-Bruyères liegt zwischen Épinal und Saint-Dié in den Vogesen.

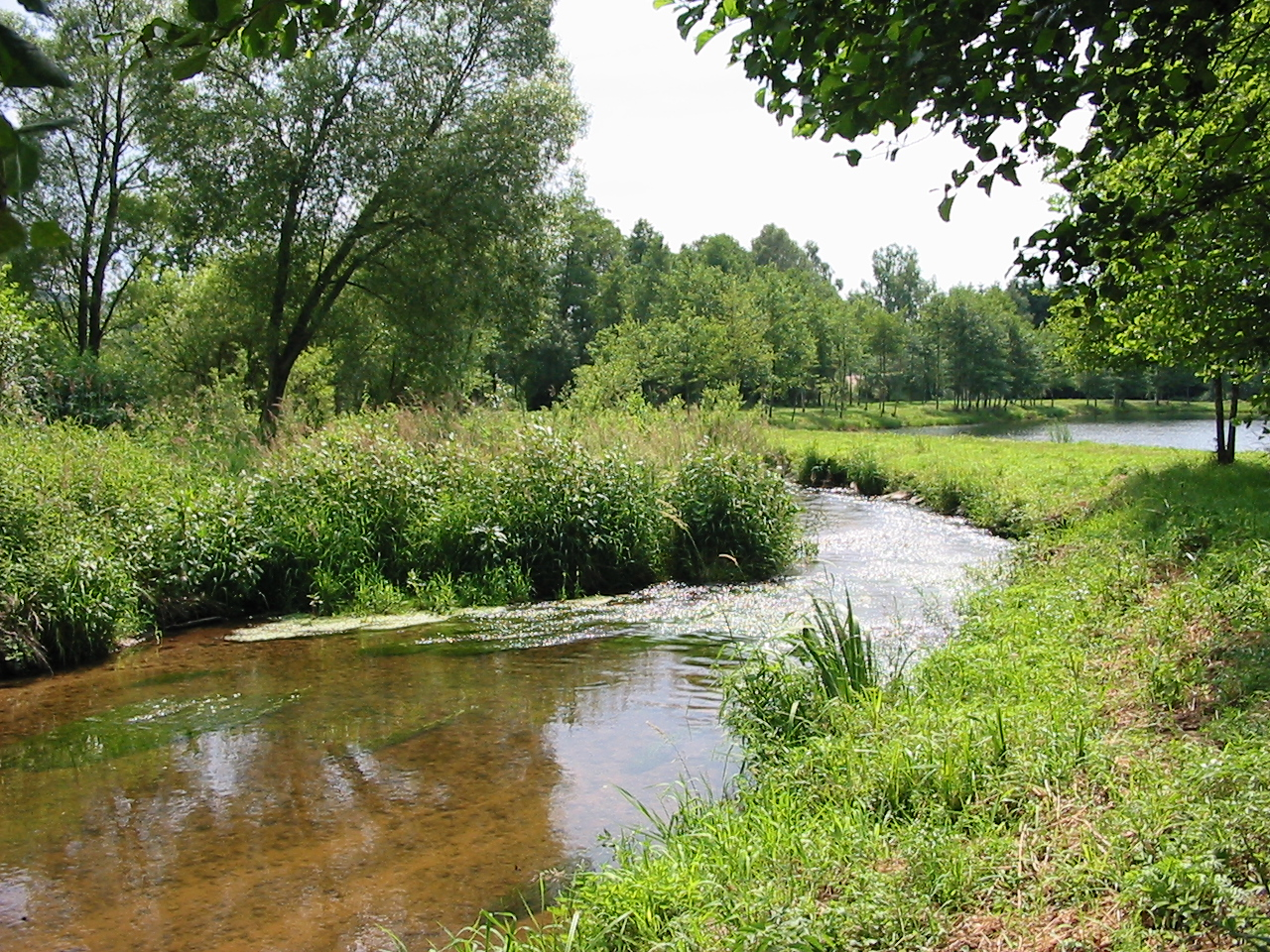
Der Neuné in La Chapelle

In der Gemeinde mündet der L’Bheumey in den Neuné, der über die Vologne zur Mosel abfließt. Der etwa 450 Meter hoch gelegene Talboden wird von teilweise markanten Bergen gesäumt. Der höchste ist der 768 m messende Mont Moyennel. Die Gemeinde hat Anteile an ausgedehnten Waldgebieten: im Süden am Forêt domaniale de Vologne, im Norden am Forêt communale de Bruyères. Zu La Chapelle gehören die Ortsteile Ivoux und das an Vienville angrenzende Saint-Jacques. Nachbargemeinden von La Chapelle-devant-Bruyères sind Les Poulières und Biffontaine im Norden, La Houssière im Osten, Vienville, Corcieux, Arrentès-de-Corcieux und Barbey-Seroux im Südosten, Granges-Aumontzey im Süden und Südwesten, Laveline-devant-Bruyères im Westen sowie Bruyères und Belmont-sur-Buttant im Nordwesten.

## Geschichte
1867 gab es in der Gemeinde La Chapelle 880 Hektar Ackerland, 523 Hektar Wiese, 290 Hektar Wald, 56 Hektar Gartenland, 69 Hektar lagen brach. Die wichtigsten Feldfrüchte waren damals Weizen, Gerste, Hafer und Kartoffeln. Außerhalb der Landwirtschaft gab es nur wenige Arbeitsmöglichkeiten (Kalksteinbruch, Stärkeherstellung, Sägewerk und Mühle).

### Bevölkerungsentwicklung
| Jahr      | 1962 | 1968 | 1975 | 1982 | 1990 | 1999 | 2010 | 2021 |
| --------- | ---- | ---- | ---- | ---- | ---- | ---- | ---- | ---- |
| Einwohner | 454  | 506  | 548  | 609  | 633  | 611  | 620  | 549  |

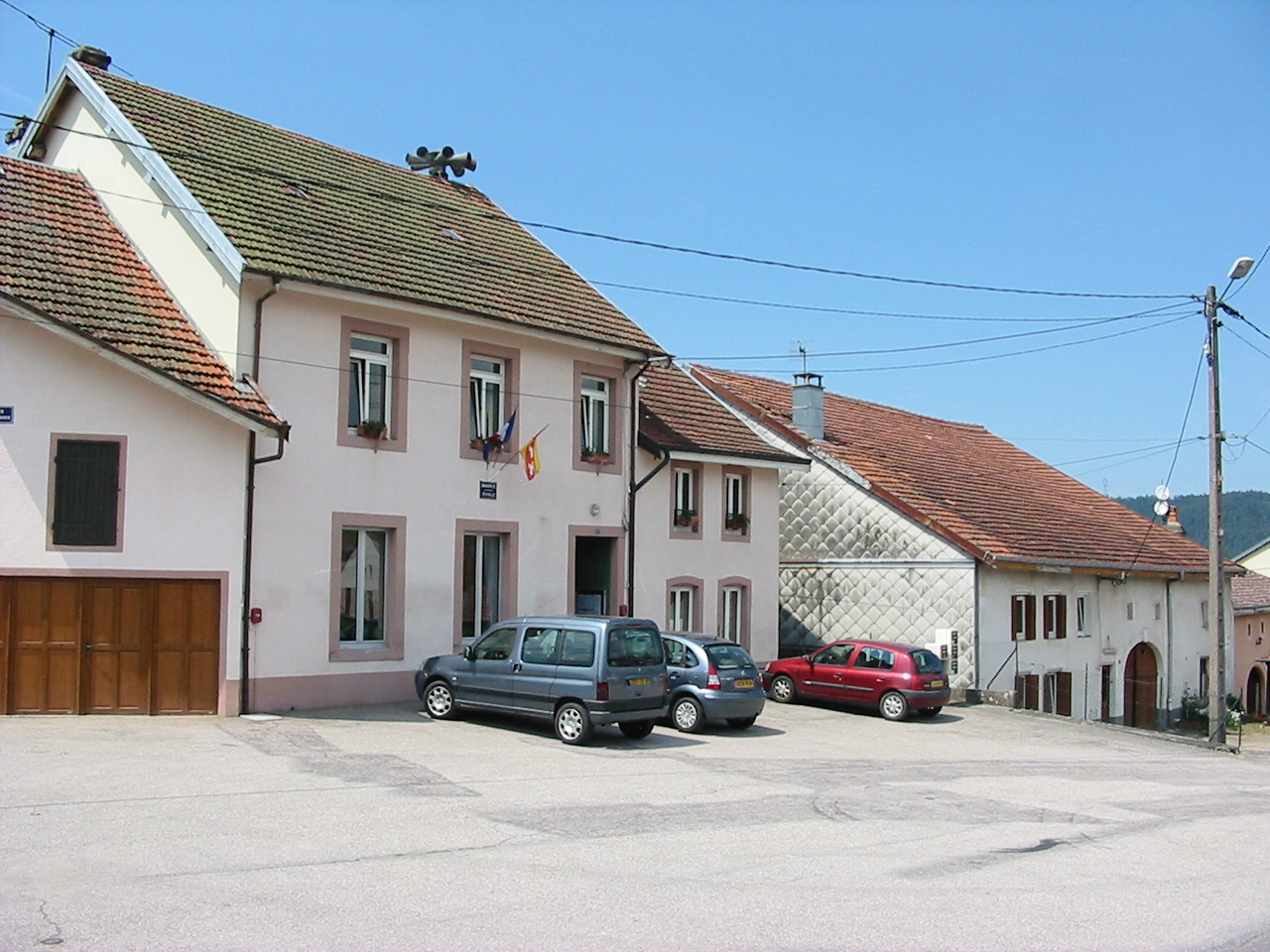
Rathaus (Mairie)

Im Jahr 1846 wurde mit 1332 Bewohnern die bisher höchste Einwohnerzahl ermittelt. Die Zahlen basieren auf den Daten von cassini.ehess und INSEE.

## Sehenswürdigkeiten
- Pfarrkirche Sainte-Menne
- Kirche Saint-Jacques im Weiler Saint-Jacques aus dem 11. und 12. Jahrhundert, Monument historique[3]

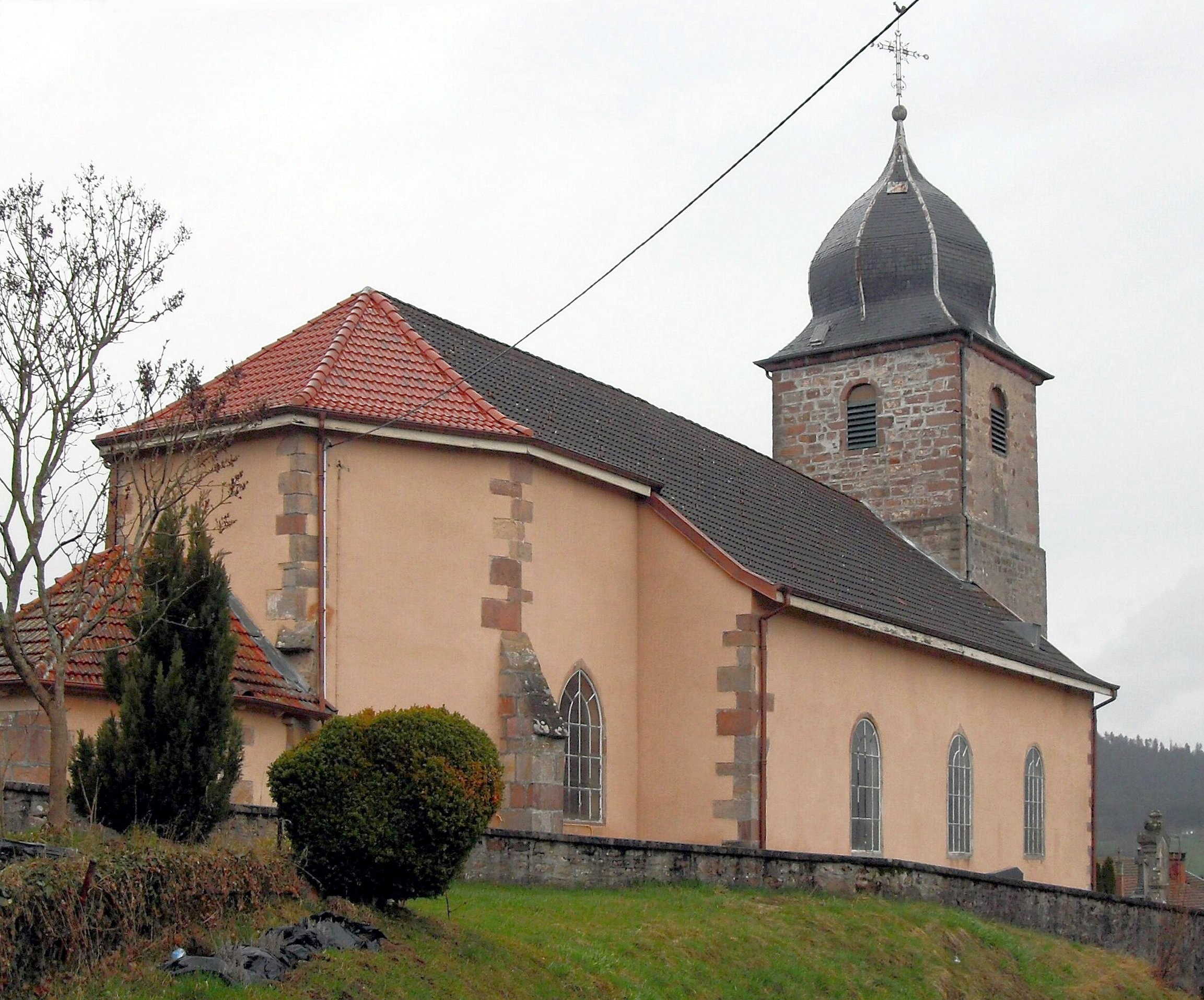
Pfarrkirche Sainte-Menne
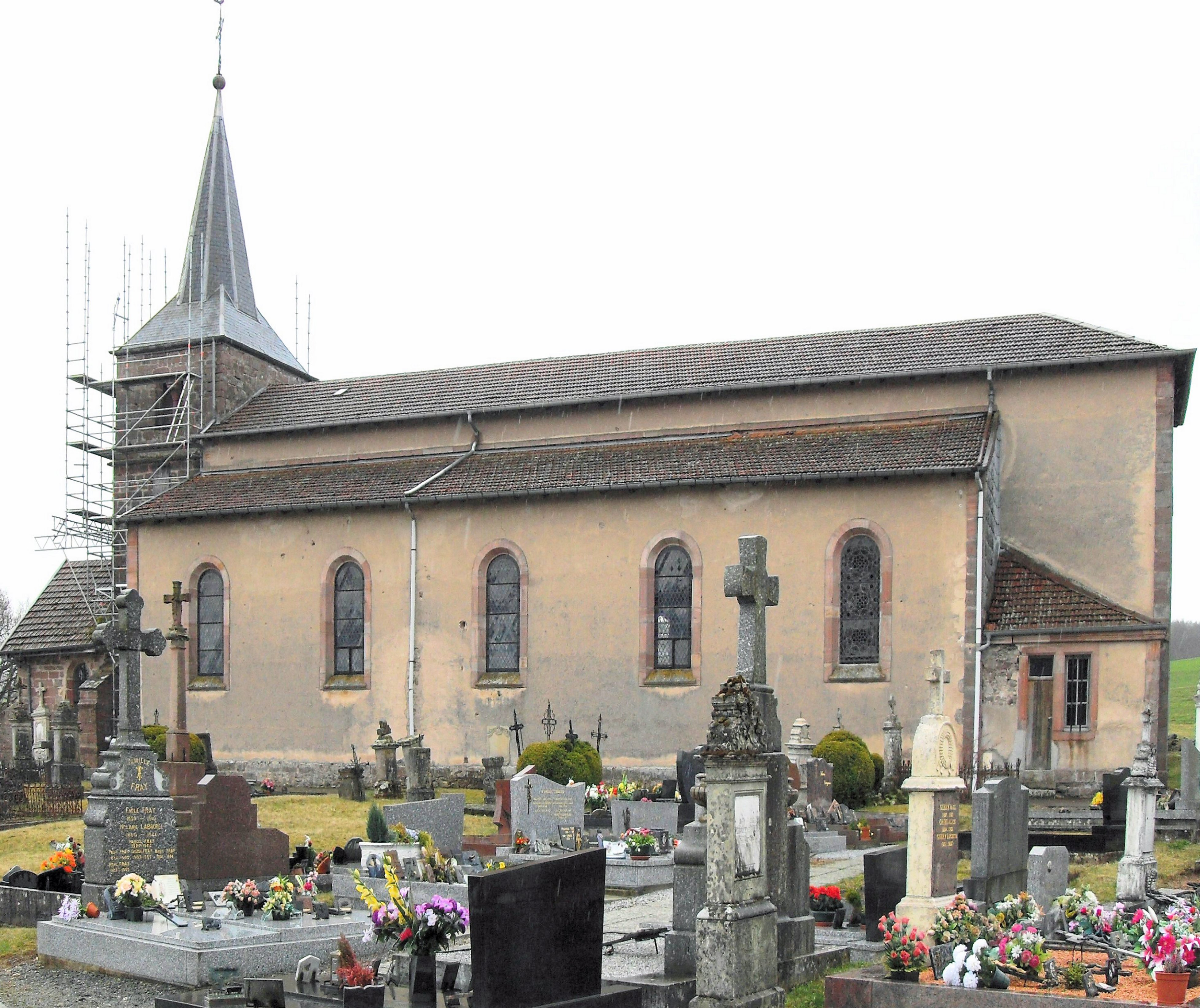
Kirche Saint-Jacques im gleichnamigen Ortsteil

## Wirtschaft und Infrastruktur
In der Gemeinde sind noch fünf Landwirtschaftsbetriebe im Voll- oder Nebenerwerb tätig. Neben dem Kleingewerbe spielt auch die Industrie (unter anderem Textilbeschichtung) eine zunehmende Rolle, die sich in zwei Gewerbegebieten (Z.A. du Moulin, Z.A. de la Gare) angesiedelt hat.

### Verkehrsanbindung
Die Gemeinde La Chapelle-devant-Bruyères liegt an der Straße D60, die von Bruyères über Corcieux nach Anould führt. Diese Straße bildet auch die kürzeste Verbindung von Épinal zum Col du Bonhomme in den Vogesen. Die Bahnlinie Arches-Saint-Dié führt ohne Haltepunkt durch La Chapelle. Die nächsten Halte befinden sich in den Nachbargemeinden Laveline-devant-Bruyères und Biffontaine.

## Belege
1. ↑  La Chapelle-devant-Bruyères auf cassini.ehess
2. ↑  La Chapelle-devant-Bruyères auf INSEE
3. ↑  Eglise du hameau de Saint-Jacques in der Base Mérimée des französischen Kulturministeriums (französisch)
4. ↑  Landwirtschaftsbetriebe auf annuaire-mairie.fr